# Elsa Baquerizo
Elsa Baquerizo McMillan (25 de junho de 1987) é uma jogadora de vôlei de praia espanhola.

## Carreira
Nos Jogos Olímpicos de Verão de 2016 ela representou  seu país ao lado de Liliana Fernández, caindo nas oitavas-de-finais.